# Théophile Aube
Hyacinthe Laurent Théophile Aube (ur. 22 listopada 1826 w Tulonie, zm. 31 grudnia 1890 tamże) − francuski admirał i polityk, gubernator Martyniki w latach 1879−1881, minister marynarki (1886−1887), współtwórca i główny przedstawiciel tzw. Jeune École („Młodej Szkoły”) – koncepcji strategii morskiej postulującej rozwój lekkich sił kosztem budowy okrętów liniowych.

## Życiorys
Wstąpił do Marine Nationale w 1840 roku. Większą część swej służby spędził we francuskich koloniach w Afryce, Azji i Ameryce. W latach 50. XIX wieku, jako dowódca kanonierki walczył w Senegalu pod dowództwem generała Louisa Fadherbe’a. Wkrótce ożenił się z jego siostrzenicą, co nie pozostało bez wpływu na przebieg dalszej kariery. Podczas wojny francusko-pruskiej w 1870 roku walczył w obronie Paryża. W 1879 roku został mianowany gubernatorem Martyniki, gdzie podczas epidemii żółtej febry zmarła jego żona. On sam również kilkakrotnie zapadał na choroby tropikalne, co zmusiło go do przejścia na emeryturę w 1885 roku, w stopniu kontradmirała.
Podczas swej służby w koloniach admirał Aube nabrał przekonania, że największym zagrożeniem dla zamorskich posiadłości Francji jest brytyjska Royal Navy. Ponieważ przestarzała i niedofinansowana marynarka francuska nie mogła się z nią równać w bezpośrednim boju, należało, według admirała, stworzyć nową jakość we flocie. Miały nią być budowane w dużych ilościach lekkie okręty: torpedowce, kanonierki i krążowniki zdolne niszczyć brytyjską żeglugę handlową. Teorie te zdobyły poparcie grupy młodych oficerów floty (stąd nazwa Jeune École), widzących w nich szansę na rozwój własnych karier. 7 stycznia 1886 roku Théophile Aube, awansowany do stopnia wiceadmirała, został ministrem marynarki w trzecim rządzie Charles’a de Freycineta.
Jako minister, admirał Aube zmienił niemal wszystkich członków sztabu marynarki i szefów departamentów w ministerstwie. Realizując potrzeby awansu popierających go młodszych oficerów obniżył wiek emerytalny we flocie. Wstrzymał budowę wszystkich powstających pancerników, nakazując rozpoczęcie prac konstrukcyjnych nad promowanymi przez Młodą Szkołę krążownikami, kanonierkami i torpedowcami. Większość dużych okrętów Marine Nationale została przebazowana do Tulonu nad Morzem Śródziemnym, tworząc przeciwwagę dla rozbudowywanej marynarki wojennej Włoch. Aube wsparł również prace nad pierwszym francuskim okrętem podwodnym, eksperymentalnym „Gymnôte”, zbudowanym według koncepcji Stanislasa Henriego Dupuy de Lôme’a i projektu Gustave’a Zédé.
Koncepcje i polityka Théophile’a Aube’a szybko utraciły wsparcie pozostałych członków rządu. Realizacja teorii Młodej Szkoły okazała się być równie kosztowna, jak budowa pancerników. W dodatku brak zdolności organizacyjnych ministra spowodował chaos w podległych mu strukturach, a próby z operacyjnym wykorzystaniem niewielkich torpedowców i kanonierek w działaniach na pełnym morzu kończyły się fiaskiem. Budżet ministerstwa na rok 1886 został znacznie przekroczony, co w końcu doprowadziło do zdymisjonowania admirała 30 maja 1887 roku. Część jego pomysłów została zarzucona, część, po modyfikacji, weszła w życie. Sam Aube na emeryturze osiadł w Tulonie, gdzie zmarł 31 grudnia 1890 roku.